# Quarterback kneel

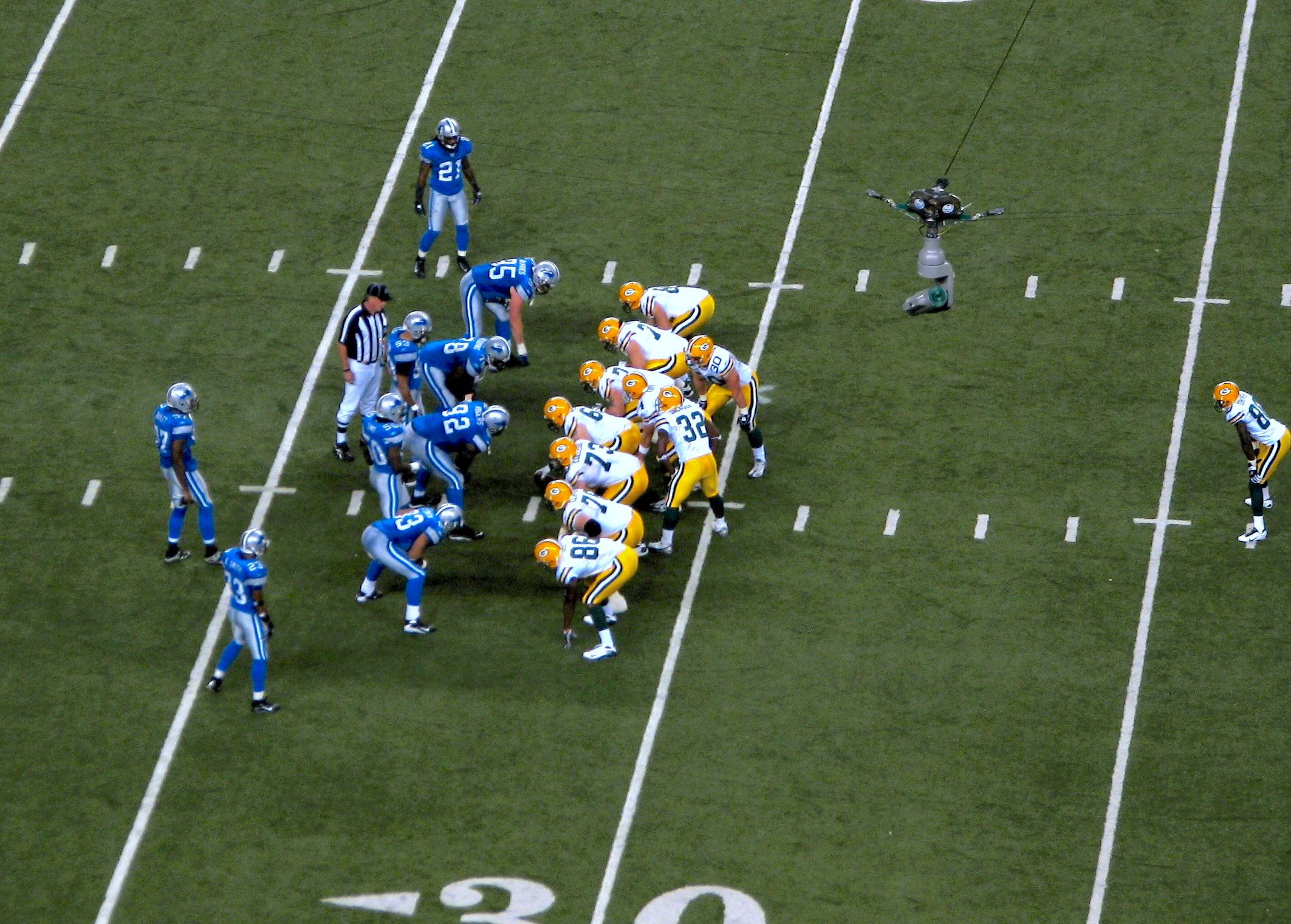
Quarterback kneel

Quarterback kneel – zagranie w futbolu amerykańskim, w którym quarterback klęka (ang. to kneel) na jedno kolano natychmiast po rozpoczęciu gry i otrzymaniu piłki od środkowego.

## Charakterystyka zagrania
Zagrywkę, która przerywa grę i kończy down, stosuje się najczęściej pod koniec meczu w celu bezpiecznego przetrzymania piłki oraz uruchomienia zegara i wyczerpania czasu gry (drużyna w NFL ma 40 sekund na rozpoczęcie kolejnej akcji), ograniczając w ten sposób możliwość odrobienia strat przez drużynę przeciwną.
Przepisy futbolu nie dają wielu opcji obrony przed taką taktyką. Drużyna przeciwna może zażądać przerwy (time-out), których ma do dyspozycji trzy w jednej połowie, i zatrzymać zegar, ale takie działanie może dać efekt tylko wtedy, gdy uda się tego dokonać przed rozpoczęciem czwartego downa, zmuszając drużynę posiadającą piłkę do wykopania jej i oddania przeciwnikom lub próby zdobycia punktów (niespotykane w praktyce). Z kolei zaatakowanie quarterbacka i zmuszenie go do upuszczenia piłki przed uklęknięciem jest trudne do wykonania, również ze względu na krótki czas do tego potrzebny oraz na trudną do sforsowania linię graczy go chroniących. Gdy mecz jest właściwie rozstrzygnięty, nie podejmuje się takich prób z powodów etycznych - możliwości spowodowania kontuzji quarterbacka (lub innego gracza) w akcji mającej znikome szanse powodzenia.